# 萊里亞
萊里亞（葡萄牙語：Leiria，葡萄牙語：[lɐjˈɾi.ɐ] ⓘ）是位於葡萄牙中部大區萊里亞區的一個城市和市镇。該市全部人口接近120,000人，而市中心人口約達50,200人。萊里亞的主要產業是服務業。

## 另見
- 莱里亚理工学院[1]

## 外部連結
- Municipality of Leiria
- Mobilis Municipal Bus (in Portuguese)
- Portal of Leiria (Business and Social Network)
- Photos from Leiria （页面存档备份，存于）
- 2009 European Team Championships